# Kabinett İnönü IX
Das Kabinett İnönü IX war die 27. Regierung der Türkei, die vom 25. Juni 1962 bis zum 25. Dezember 1963 durch Ministerpräsident İsmet İnönü geleitet wurde.
Die erste demokratisch gewählte Regierung nach dem Militärputsch im Jahr 1960, eine Koalition aus CHP und Adalet Partisi, bestand nur kurz und zerbrach nach wenigen Monaten an der Frage, ob die Inhaftierten ehemaligen Politiker der Demokrat Parti (DP) amnestiert werden sollten. Dies lehnte İnönü ab und trat im Juni 1962 zurück, um mit den Oppositionsparteien über eine neue Koalition zu verhandeln. Am 25. Juni 1962 stellte er eine Koalitionsregierung aus Cumhuriyet Halk Partisi, der DP-nahen Yeni Türkiye Partisi und der national-konservativen Cumhuriyetçi Köylü Millet Partisi vor.
Bei der  Kommunalwahl am 17. November 1963 mussten die regierenden Parteien allerdings einen Rückschlag hinnehmen. Die oppositionelle Adalet Partisi konnte die Wahlen mit 45,48 % deutlich für sich entscheiden. Ende November brach die Koalition auseinander.

## Minister
| Titel                                                   | Name                                                   | Partei                                                                                              | Amtszeit                                                                                                 |
| ------------------------------------------------------- | ------------------------------------------------------ | --------------------------------------------------------------------------------------------------- | --- |
| Ministerpräsident                                       | İsmet İnönü                                            | CHP                                                                                                 | |
| Stellvertretende Ministerpräsidenten                    |                                                        | | |
| Turhan Feyzioğlu                                        | CHP                                                    | | |
| Ekrem Alican                                            | YTP                                                    | | |
| Hasan Dincer                                            | CKMP                                                   | | |
| Staatsminister                                          |                                                        | | |
| Nihat Su                                                | unabhängig                                             | | |
| Hıfzı Oğuz Bekata Ali Şakir Ağanoğlu Vefik Pirinççioğlu | CHP                                                    | 25. Juni 1982 – 18. Oktober 1962 1. November 1962 – 17. Juni 1963 17. Juni 1963 – 25. Dezember 1963 | |
| Raif Aybay                                              | YTP                                                    | | |
| Justizminister                                          | Abdülhak Kemal Yörük                                   | CKMP                                                                                                | |
| Verteidigungsminister                                   | İlhami Sancar                                          | CHP                                                                                                 | |
| Innenminister                                           | Kemal Sahir Kurutluoğlu Hıfzı Oğun Bekata İlyas Seçkin | unabhängig CHP CHP                                                                                  | 25. Juni 1962 – 10. Oktober 1962 18. Oktober 1962 – 8. Oktober 1963 22. Oktober 1963 – 25. Dezember 1963 |
| Außenminister                                           | Feridun Cemal Erkin                                    | unabhängig                                                                                          | |
| Finanzminister                                          | Ferit Melen                                            | unabhängig                                                                                          | |
| Bildungsminister                                        | Şevket Raşit Hatiboğlu İbrahim Ökten                   | CHP CHP                                                                                             | 25. Juni 1962 – 12. Juni 1963 12. Juni 1963 – 25. Dezember 1963                                          |
| Minister für öffentliche Arbeiten                       | İlyas Seçkin Arif Hikmet Onat                          | CHP CHP                                                                                             | 25. Juni 1962 – 22. Oktober 1963 22. Oktober 1963 – 25. Dezember 1963                                    |
| Handelsminister                                         | Mehmet Muhlis Mete Ahmet Oğuz                          | CHP CKMP                                                                                            | 25. Juni 1962 – 17. Juni 1963 17. Juni 1963 – 25. Dezember 1963                                          |
| Minister für Gesundheit und Sozialhilfe                 | Yusuf Azizoğlu Fahrettin Kerim Gökay                   | YTP YTP                                                                                             | 25. Juni 1962 – 27. November 1963 27. November 1963 – 25. Dezember 1963                                  |
| Minister für Zölle und Monopole                         | Orhan Öztrak                                           | CHP                                                                                                 | |
| Landwirtschaftsminister                                 | Mehmet İzmen                                           | YTP                                                                                                 | |
| Verkehrsminister                                        | Rifat Öçten İhsan Şerif Dura                           | YTP unabhängig                                                                                      | 25. Juni 1962 – 10. Juni 1983 13. Juni 1963 – 25. Dezember 1963                                          |
| Minister für Arbeit und soziale Sicherheit              | Bülent Ecevit                                          | CHP                                                                                                 | |
| Industrieminister                                       | Fethi Çelikbaş                                         | CHP                                                                                                 | |
| Minister für Kultur und Tourismus                       | Celal Tevfik Karasapan Nurettin Ardıçoğlu              | CKMP                                                                                                | 25. Juni 1962 – 17. Juni 1963 17. Juni 1963 – 25. Dezember 1963                                          |
| Minister für Bau- und Siedlungswesen                    | Fahrettin Kerim Gökay Hayri Mumcuoğlu                  | YTP unabhängig                                                                                      | 25. Juni 1962 – 27. November 1963 27. November 1963 – 25. Dezember 1963                                  |